# NGC 3221
NGC 3221 é uma galáxia espiral barrada (SBc) localizada na direcção da constelação de Leo. Possui uma declinação de +21° 34' 08" e uma ascensão recta de 10 horas, 22 minutos e 20,2 segundos.
A galáxia NGC 3221 foi descoberta em 1 de Janeiro de 1862 por Heinrich Louis d'Arrest.